# RomSteel Cord
RomSteel Cord Zalău este un producător de cord metalic (cablu) - componența esențială pentru realizarea carcaselor de anvelope - din România, deținut de compania franceză Michelin.